# Xanthomera leucoglene
Xanthomera leucoglene är en fjärilsart som beskrevs av Paul Mabille 1880. Xanthomera leucoglene ingår i släktet Xanthomera och familjen nattflyn. Inga underarter finns listade i Catalogue of Life.